# Rüscheid
Rüscheid település Németországban, Rajna-vidék-Pfalz tartományban. Lakosainak száma 856 fő (2023. december 31.).

## Népesség
A település népességének változása:
| Lakosok száma | 537  | 781  | 802  | 832  | 849  | 856  |
|               | 1975 | 2017 | 2019 | 2021 | 2022 | 2023 |